# Argyrogrammana pulchra
Argyrogrammana pulchra is een vlindersoort uit de familie van de prachtvlinders (Riodinidae), onderfamilie Riodininae.
Argyrogrammana pulchra werd in 1929 beschreven door Talbot.